# Gabriel Belot

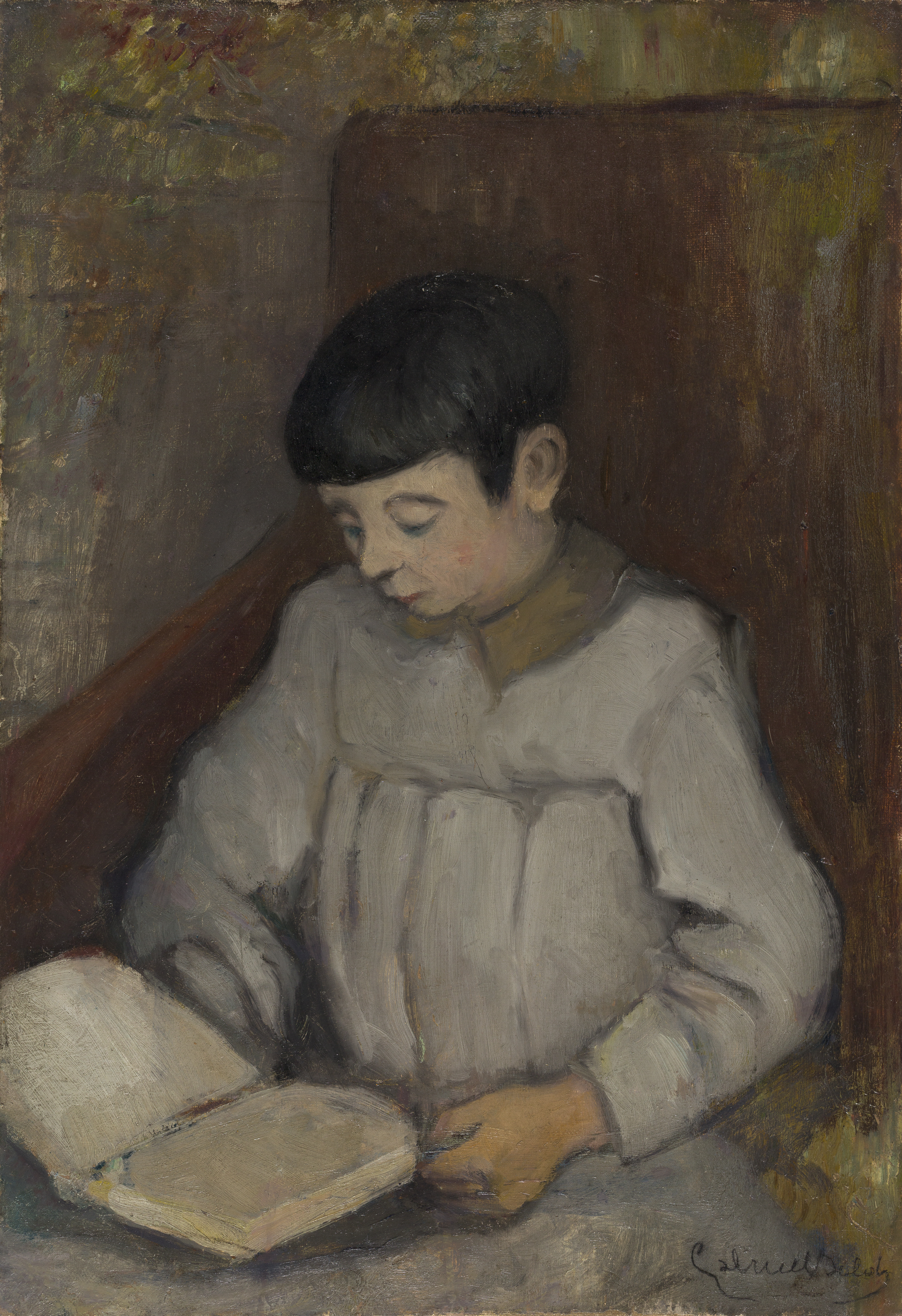
Belot, Porträt eines lesenden Knaben, Privatsammlung

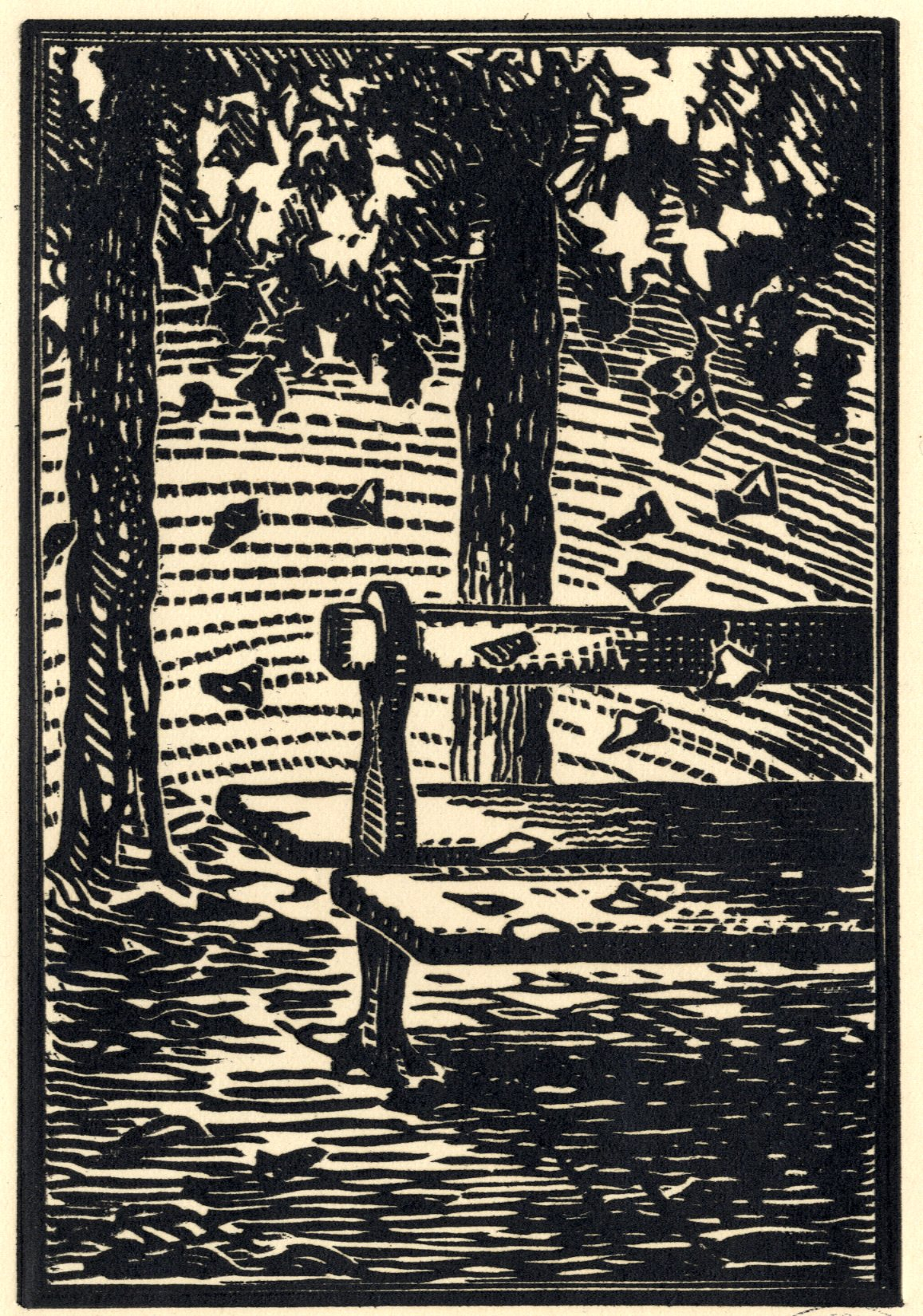
Belot, Illustration in „Proses et Bois“

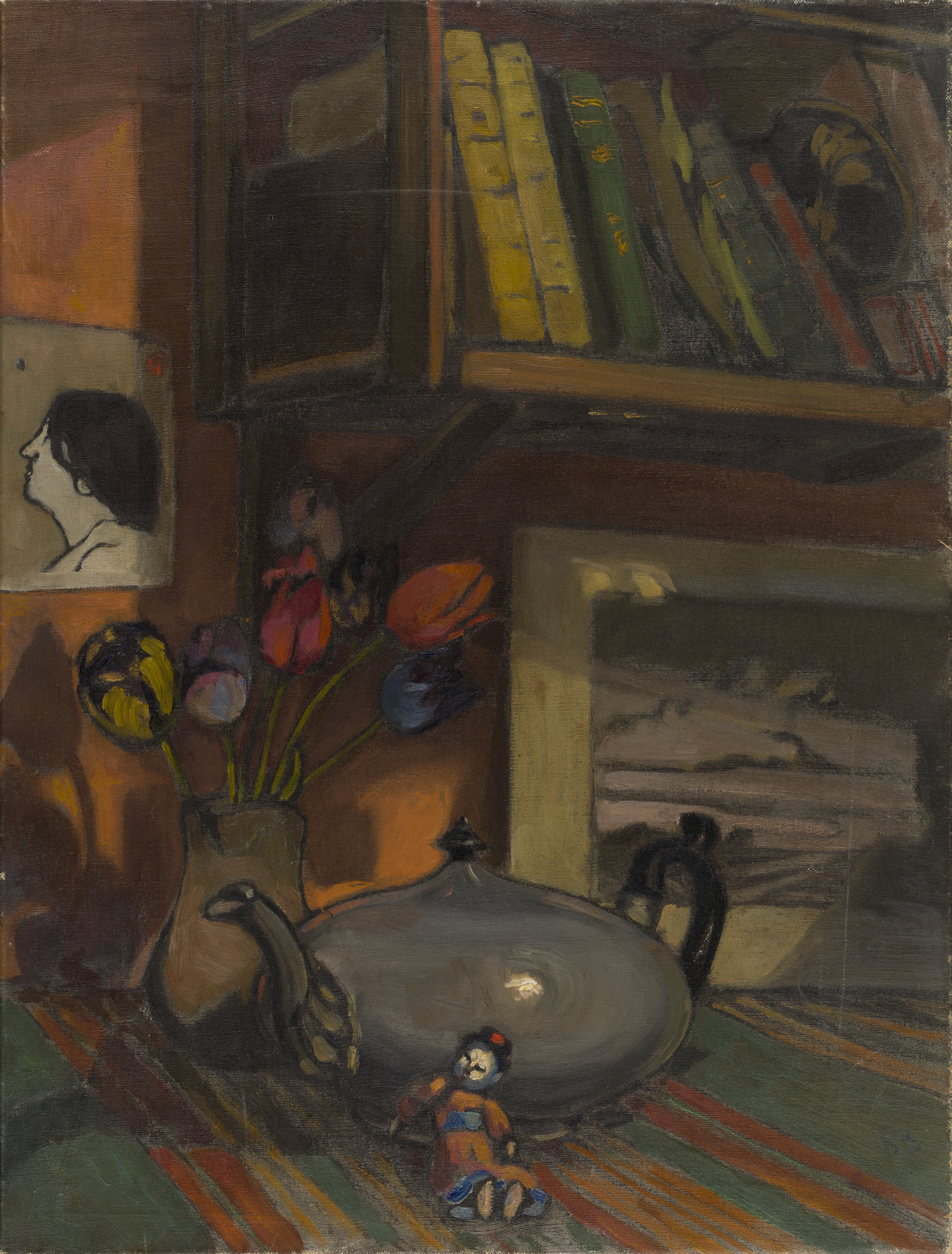
Belot, Stillleben, Privatsammlung

Gabriel Belot (* 6. November 1882 in Paris; † 4. November 1962 in Méounes-les-Montrieux) war ein französischer Maler, Graphiker und Dichter.

## Leben
Die Eltern von Gabriel Belot arbeiteten in der Nationalen Druckerei in Paris. Durch sie und seinen Großvater, Théodore Gutbrod, entwickelte Belot ein Interesse für die Ästhetik des gedruckten Buches und die Holzschnitttechnik. Belot war als Maler und Grafiker Autodidakt.
1917 publizierte Belot ein Buch mit dem Titel l'Ile Saint Louis, für das er sowohl den Text als auch die Illustrationen schuf. Für dieses Werk erhielt er Anerkennung, der in der Zeitschrift Les Humbles (1917) Ausdruck verliehen wurde. In Vorbereitung auf dieses Buch zeichnete Belot für die Dauer von zwei Jahren jede Ecke der île Saint Louis, um schließlich nicht nur ein Lobgedicht auf diesen im Herzen von Paris gelegenen Stadtteil zu komponieren, sondern auch eine Reihe zweifarbiger Holzschnitte zu schaffen, die zu den stärksten Zeugnissen seiner Kunst zählen. Darin finden sich nicht nur die verschiedenen Hotel particuliers, sondern auch die Quais und Boote auf der Seine. Belot wohnte bis 1921 auf der Île Saint-Louis am Quai d'Anjou 15 und fertigte häufig von seinem Fenster mit Blick hinunter auf die Seine Zeichnungen und Gemälde selber Thematik, wie sie in seinem Buch vorkommen. Das Gemälde Kind am Fenster (Privatsammlung) entstand 1921 in seiner Wohnung am Quai d'Anjou.
Nach dem Erfolg von 1917 mit der Île Saint-Louis verfasste Belot noch weitere Bücher mit eigenständigen Illustrationen, stets Holzschnitte, darunter Le bonheur d'aimer (1917); Pour être heureux (1919); Proses et bois originaux (1919) und Une brute (1920), die ihm in bibliophilen Kreisen weitere Anerkennung zuteilwerden ließen. In Une brute schildert Belot seine schwierige und traurige Jugend und erwähnt in einem Satz das Vorhaben, Selbstmord zu begehen, was jedoch durch eine Begegnung mit der Musik Beethovens und den Werken Rembrandts abgewehrt werden konnte. Autoren wie Han Ryner sprechen mit Blick auf Belots frühe malerische Produktion von einer „manière noire“, einem „dunklen Stil“, der als Ausdruck der schweren Seele des Künstlers und seiner Traurigkeit zu werten sei. Marc Elder, der 1927 eine erste kleine Monographie über Belot verfasste, hält dagegen fest, dass Belot in seiner Frühzeit kein Geld hatte, um sich Farben zu kaufen, und seine ersten Werke deshalb so dunkel und fast monochrom erscheinen. Werke wie die Pappeln im Mondlicht (Privatbesitz), die 1914 im Salon des Indépendants ausgestellt waren, dokumentieren diese frühe Stilphase deutlich. Bei kurzen Aufenthalten nördlich von Paris, darunter Cayeux sur Mer und Dourdan, entstanden in den späten 1920er und 1930er Jahren Werke in helleren Farbtönen. Häufig verwendete Belot das Malmesser, um die Farben pastos auf die Leinwand aufzutragen. Die in den Jahren 1928–1932 entstandene Landschaft bei Dourdan (Privatsammlung) wurde 1932 von René Gobillot in einem Aufsatz über Belot als Maler publiziert und zeugt von Belots Pleinairmalerei in diesen Jahren.
Nach seiner Übersiedlung in die Provence Ende der 1930er Jahre veränderte sich Belots Farbpalette grundlegend, und eine Vielzahl von Farben mit großer Leuchtkraft trat auf. Zeit seines Lebens orientierte sich Belot als Maler an Paul Cézanne. Werke wie Hund und Katze und Drei kleine Hunde auf einem Tisch (beide Privatsammlung) von 1922, die Camille Mauclair zu Belots Hauptwerken zählte, dokumentieren eine Tendenz, Formen in ihrer geometrischen Konstruktion wiederzugeben, wie es Cézanne begonnen und die Kubisten Picasso und Braque fortgesetzt hatten.
In Paris schloss Belot Freundschaft mit Künstlern und Gelehrten wie Théophile-Alexandre Steinlen, Noël Clement-Janin, Han Ryner und Romain Rolland. Für den Nobelpreisträger Romain Rolland illustrierte er 1924 seinen Roman Colas Breugnon. Ein reicher Briefverkehr mit Rolland, der in Toulon, Archives Municipales und in Paris, Bibliothèque Nationale de France, aufbewahrt ist, zeigt, wie genau die einzelnen Illustrationen für das Buch vorbereitet wurden und wie oft Belot seine Entwürfe nach den Vorstellungen des Autors überarbeiten musste. Für die Geschichte des gedruckten Buches im 20. Jahrhundert und die Frage des Verhältnisses von Autor, Künstler und Verleger stellt dieser Briefverkehr ein wertvolles Zeugnis dar.

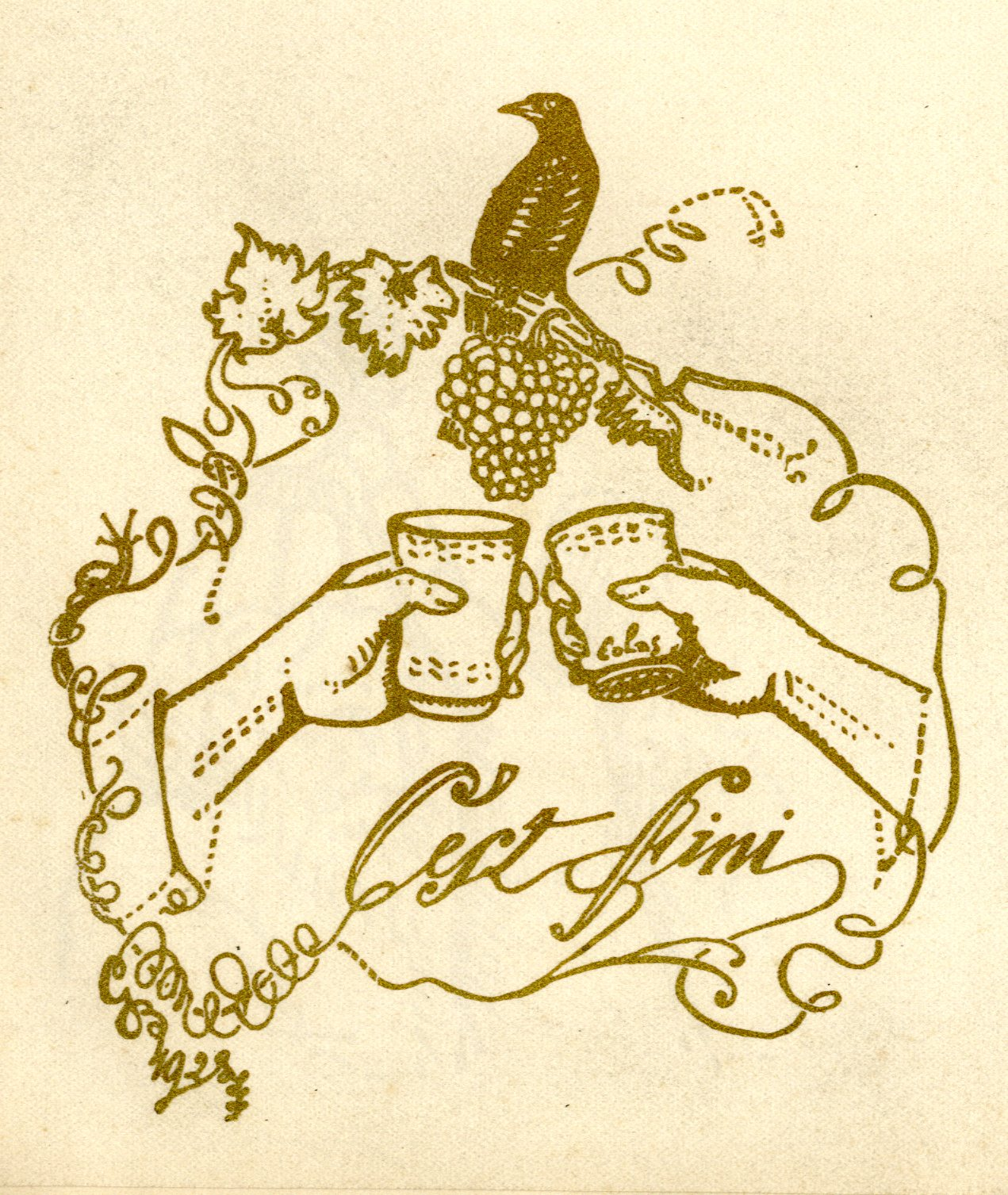
Belot, Illustration in Romain Rollands „Colas Breugnon“

Belot stellte ab 1911 seine Werke – Zeichnungen, Holzschnitte und Gemälde – regelmäßig bei den großen Pariser Ausstellungen wie dem Salon des Indépendants, dem Salon d'Automne, dem Salon de la Société Nationale des Beaux-Arts sowie den Galerien Bernheim und Émile Martin aus. 1926 waren eine Reihe von Belots Holzschnitten in der Anderson Gallery in New York ausgestellt. Auch in Brüssel (Galerie Kodak, 1928) und Dijon (Salon l'Essor, 1936) hatte Belot monographische Ausstellungen, die seine Werke bekannt machten. Besonders seine Holzschnitte wurden von den Zeitgenossen geschätzt. 1937 schuf er mit den Sieben Tagen der Kreation eine Serie von acht Holzschnitten, die mit ihrem Format von 895 × 1024 mm zu den größten Holzschnitten zählen, die jemals geschaffen wurden. Es handelte sich bei dieser Serie um Belots letzten Kraftakt in einer Technik, die er mit großer Meisterschaft beherrschte.
1939 übersiedelt Belot mit seiner Frau Jeanne Marthe Léontine Comparot in die Provence, zunächst nach Marseille und schließlich nach Méounes-les-Montrieux, wo sie ein Haus kauften, das mit seinem Garten und angrenzenden Wäldern und Hügeln bis zum Lebensende des Künstlers Atelier und Ort der Inspiration werden sollte.

## Kunsthandel
Gemälde und Holzschnitte von Belot werden im mittleren bis oberen dreistelligen Bereich (Euro) gehandelt.